# Ивановка (Воскресеновский сельсовет)
Ивановка — село в Пензенском районе Пензенской области России. Входит в состав Воскресеновского сельсовета.

## География
Село находится в центральной части Пензенской области, в пределах Приволжской возвышенности, в лесостепной зоне, на правом берегу реки Ардым, на расстоянии примерно 29 километров (по прямой) к северо-западу от села Кондоль, административного центра района. Абсолютная высота — 147 метров над уровнем моря.

### Климат
Климат характеризуется как умеренно континентальный, с умеренно холодной продолжительной зимой и относительно тёплым летом. Средняя температура воздуха самого тёплого месяца (июля) — 18,8 °C (абсолютный максимум — 40 °C); самого холодного (января) — −13 — −12 °C (абсолютный минимум — −47 °C). Безморозный период длится от 117 до 133 дней. Среднегодовое количество атмосферных осадков варьируется от 467 до 604 мм, из которых большая часть выпадает в тёплый период.

### Часовой пояс
Село Ивановка, как и вся Пензенская область, находится в часовой зоне МСК (московское время). Смещение применяемого времени относительно UTC составляет +3:00.

## Население
| 1864 | 1910 | 1926 | 1930 | 1939 | 1959 | 1979 |
| ---- | ---- | ---- | ---- | ---- | ---- | ---- |
| 263  | ↗432 | ↗473 | ↗526 | ↘352 | ↘276 | ↘240 |
| 1989 | 1996 | 2002 | 2010 |      |      |      |
| ↘183 | ↘134 | ↘128 | ↗147 |      |      |      |

### Национальный состав
Согласно результатам переписи 2002 года, в национальной структуре населения русские составляли 95 % из 128 чел.